# Forest Rye

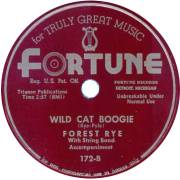
Wild Cat Boogie, 1953

Forest Rye (* 19. Dezember 1910; † 24. April 1988 in Clarksville, Tennessee) war ein US-amerikanischer Country-Sänger.

## Leben
Rye war in Detroit, Michigan, beheimatet. 1953 nahm er bei Fortune Records eine Single auf. Auf der A-Seite wurde er von Pete Pyle unterstützt (Are You Making A Fool Out Of Me), während Rye auf der B-Seite den Wild Cat Boogie alleine singt. Letzterer wurde von Rye und Pyle komponiert. Später nahm Rye den Rock-’n’-Roll-Song My Sweet baby’s Gone auf und ging aus dem Musikgeschäft.

## Diskografie
| Jahr                    | Titel                                             | Plattenfirma       |
| ----------------------- | ------------------------------------------------- | ------------------ |
| 1953                    | Are You Making A Fool Out Of Me / Wild Cat Boogie | Fortune 45-172     |
| Unveröffentlichte Titel |                                                   |                    |
|                         | My Sweet Baby’s Gone                              | [Status unbekannt] |